# Live in Rødby 1991
Live In Rødby 1991 är ett album av Slagsmålsklubben, utgivet 2002.

## Låtlista
| Nr | Titel                       | Längd |
| -- | --------------------------- | ----- |
| 1. | Vi & Olle (Live)            | 2:41  |
| 2. | Kinematografen (Live)       | 1:35  |
| 3. | SMK hittar munspelet (Live) | 3:12  |
| 4. | U.S.S.R. (Live)             | 2:39  |
| 5. | Wellington Sears (Live)     | 2:06  |
| 6. | Hit Me Hard (Live)          | 2:59  |